# Scheeßel
Scheeßel er en kommune med knap 13.000 indbyggere (2013) i den sydøstlige del af Landkreis Rotenburg (Wümme), i den nordlige del af den tyske delstat Niedersachsen.

## Geografi
Scheeßel ligger i overgangen mellem Stader Geest og Lüneburger Heide (Nordheide) i en højd omkring 30 moh. Floderne Wümme og Beeke løber gennem kommunen. Landskabet er præget af skove enge og moser (gestlandskab).
Ved Westerholz ligger Bullerberg der med 53  moh. er det højeste punk i landkreisen, hvis administrationsby Rotenburg (Wümme) ligger ca. 9 km. mod syd. De nærmeste større byer er Bremen der ligger omkring 40 km mod sydvest, og Hamburg der ligger 50 km mod nordøst.

### Inddeling
Kommunen Scheeßel består af følgende landsbyer og lokalområder:
- Abbendorf – 283 indbyggere
- Bartelsdorf – 473 indbyggere
- Hetzwege – 393 indbyggere
- Jeersdorf – 1.385 indbyggere
- Ostervesede (med: Deepen, Einloh) – 754 indbyggere
- Scheeßel (med: Büschelskamp, Veersebrück, Veerse) – 6.741 indbyggere
- Sothel – 202 indbyggere
- Westeresch (med: Wenkeloh) – 510 indbyggere
- Westerholz (Ortsteile: Bult) – 635 indbyggere
- Westervesede – 776 indbyggere
- Wittkopsbostel (med: Oldenhöfen) – 515 indbyggere
- Wohlsdorf – 356 indbyggere

(indb. pr. 30. september 2009)

## Andet
- På motorbanen Eichenring afholdes hvert år musikfestivalen Hurricane Festival(de), i 2014 med 73.000 gæster.